# Гала (жена Јулија Константина)
Гала ( фл . око 325.) је била члан Константинове династије која је владала у Римском царству.

## Биографија
Гала је била сестра конзула Нератија Цереалиса и преторијанског префекта Вулкација Руфина . 
Удала се за Јулија Констанција, сина цара Констанција I Хлора и полубрата цара Константина I . Из њихове заједнице рођен је син, који је умро са оцем у чисткама 337. , ћерка која се удала за његовог рођака цараКонстанција II,  и на крају Констанције Гал, касније Цезар Истока, рођен око 325.  1]. Претпоставља се да су Гала и Јулије имали још једну ћерку, рођену између 324. и 331. године и удату за Јуста, оца Јустине (супруге цара Валентинијана I), чија се ћерка (супруга цара Теодосија I) звала Гала.
Гала је умрла пре свог мужа, пошто је Гал тада био поверен на бригу Јевсевија, епископа Никомедије . 